# يفغيني رويزمان
يفغيني رويزمان (مواليد 14 سبتمبر 1962) هو معارض سياسي روسي، شغل منصب عمدة مدينة يكاترينبورغ في الفترة من 2013 حتى 2018.